# Arminius
Arminius (în unele surse Armenius, numit și Hermann), (n. 17 î.Hr. - d. 21) a fost conducătorul tribului german al cheruscilor, care le-a adus romanilor în anul 9 d.Hr. una dintre cele mai mari înfrângeri în Bătălia de la Teutoburger Wald. Istoricul roman Tacitus îl numește pe Arminius „Eliberatorul Germaniei”. Arminius a devenit în timp un erou și un simbol în mitologia germană, fiind redenumit modern Hermann. Noile cercetări arată că numele lui germanic adevărat nu este cunoscut, Arminius fiind nume latin. Arminius este identificat speculativ de unii istorici cu Siegfried din Cântecul Nibelungilor.

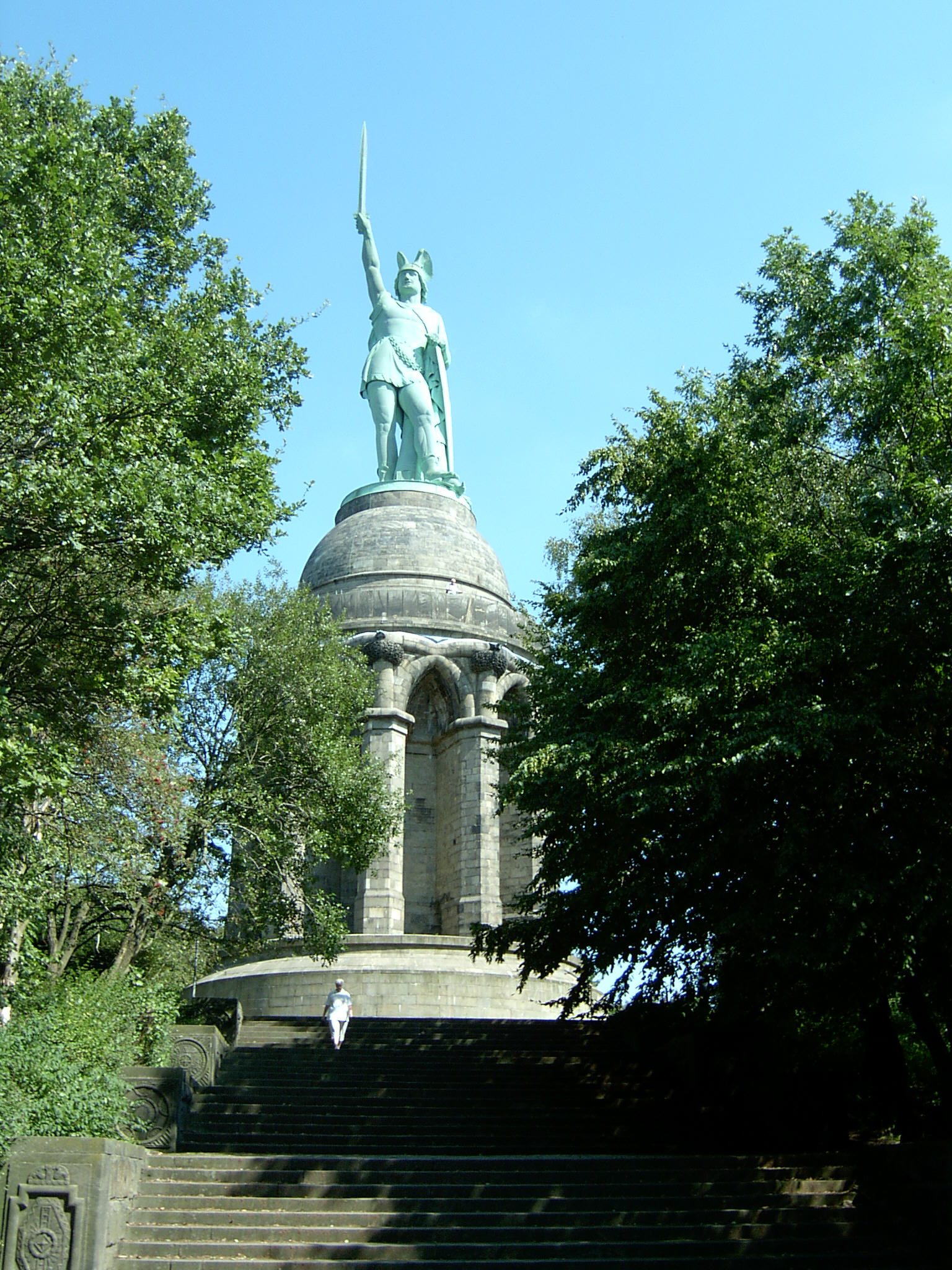
Statuia lui Arminius (Hermann) din Teutoburger Wald (Germania)

## Viața
Conform cu istoricul antic Tacitus, Arminius, născut în anul 16 î.Hr., era feciorul conducătorului cheruscilor, Segimer. În copilărie și adolescență, împreună cu fratele său Flavius, a fost ostatec la Roma, perioadă în care a căpătat o aleasă educație militară, învățând limba latină și arta războiului roman. Începând cu anul 4 d.Hr. devine căpetenia trupelor cherusce auxiliare și, pentru faptele sale de arme, obține ulterior cetățenia romană în ordinul ecvestru.
În jurul anilor 7-8 d.Hr., Arminius s-a întors în patrie, unde peste un an a condus o răscoală împotriva romanilor. În bătălia din pădurea Teutoburger (germ. Teutoburger Wald), utilizând strategia ambuscadei, triburile germanice conduse de Arminius (cherusci, marsi, chatti, bructeri, chauci și sicambri) au nimicit trei legiuni romane (Legiunile XVII, XVIII și XIX), 6 cohorte și 3 diviziuni de călăreți și au oprit expansiunea romană pe teritoriile germanice, spre râul Elba. În această luptă, armata romană a fost condusă de Publius Quinctilius Varus.
Bătălia s-a încheiat cu o înfrângere decisivă a romanilor, nimicirea a trei legiuni romane și oprirea expansiunii romane pe teritoriile germanice, spre râul Elba.
Așteptându-se la noi conflicte cu Roma, Arminius a încercat să încheie o uniune cu regele tribului marcomanilor Marobod. Însă Marobod a refuzat propunerea lui Arminius.
În anii 14-15 d.Hr. Arminius a condus o coaliție a triburilor germane împotriva expedițiilor represive de sub conducerea lui Germanicus. Potrivit lui Tacitus, cel mai mare succes al romanilor în acestă companie, după cât se pare, a fost capturarea soției lui Arminius, Tusnelda (lat. Thusnelda).
În anul 17 d.Hr. Arminius a condus cu succes o campanie împotriva lui Marobod, care a fost nevoit să fugă în Boemia (Tacitus, "Anale", II 46). Dar succesul campaniei militare a lui Arminius nu a fost de lungă durată, deoarece a fost nevoit să învingă rezistența nobilimii. În 21 d.Hr. Arminius a fost omorât de apropiații săi, potrivit lui Tacitus chiar de socrul său, Segestus
Tusnelda a fost luată ostatică de Germanicus în anul 15. În acestă perioadă ea era gravidă, și fiind ostatică a născut un fiu, Tumelic, care a crescut în Ravenna. Pasajul din lucrarea lui Tacitus care relatează viața acestuia nu s-a păstrat însă. Cel mai probabil, spre anul 47, el nu mai era deja în viață.

## Tacitus despre Arminius
Istoricul antic Tacitus îl descrie astfel pe Arminius, cel care a provocat romanilor una din cele mai grele înfrângeri din istoria lor:
„Fără îndoială, el a fost eliberatorul Germaniei; contrar atâtor altor regi și comandanți militari, nu împotriva Romei ce abia se năștea a luptat el, ci împotriva Imperiului în toată grandoarea și forța sa. În lupte, succesul nu era mereu de partea lui, dar în război el rămânea de neînvins. A trăit 37 de ani, dintre care 12 ani a fost conducător. Triburile de barbari îl cântă și astăzi … ”— Tacitus, Anale, II, 88